# Just Like That (песня Бонни Рэйтт)
«Just Like That» — песня американской певицы и мульти-инструменталистки Бонни Рэйтт, заглавный трек с её восемнадцатого студийного альбома Just Like That…, выпущенного 22 апреля 2022 года на лейбле Redwing Records. Песня была написана и спродюсирована самой Рэйтт и лирически подробно описывает историю женщины, которую посещает реципиент сердца её сына, которое он получил в ходе спасительной операции по донорству органов.

## Композиция
В интервью American Songwriter Рэйтт объяснила, что впервые вдохновение для написание этой песни посетило её после того, как в 2018 году она увидела в новостях интересный материал о женщине, которая пожертвовала органы своего умершего ребёнка и затем встречалась с мужчиной, получившим его сердце. Этот отрывок тронул Рэйтт до такой степени, что она была вынуждена написать песню о самоотверженном поступке, отметив: «Это было трогательным и удивительным. Я этого не ожидала. Я сразу же поклялась, что хочу написать песню о том. Каждый раз, когда я слышу о семье, жертвующей органы, когда их ребёнок был убит, или случилась какая-то внезапная смерть — как будто вам недостаточно горя и шока — чтобы иметь понимание, сострадание и любовь, чтобы иметь возможность платить вперёд, это невероятно».
Рэйтт заявила, что песня была вдохновлена смертью её давнего друга и коллеги-исполнителя Джона Прайна, который скончался в 2020 году после осложнений, вызванных COVID-19. Во время своей речи на вручении премии «Грэмми» она объяснила: «На эту песню меня так вдохновила невероятная история любви, благодати и щедрости человека, который жертвует органы своих любимых, чтобы помочь другому человеку жить, и эта история была такой простой и красивой для нашего времени».

## Приём
«Just Like That» выиграла как лучшую песню с американскими корнями, так и всежанровую песню года на 65-й ежегодной премии «Грэмми». Победа Рэйтт в последней категории сделала её первым человеком, выигравшим сольную композицию после «Rehab» Эми Уайнхаус в 2008 году, и была отмечена критиками как шокирующая победа, поскольку она обошла популярных лидеров Адель, Тейлор Свифт, Бейонсе, Лиззо и Гарри Стайлза.
После вручения премии «Грэмми» «Just Like That» добился значительного роста продаж и потоковой передачи. 6 февраля, на следующий день после Грэмми, ежедневные прослушивания песни в США выросли на 6700 процентов до 697 000 по сравнению с 10 000 до Грэмми в день. Ежедневные продажи песни выросли более чем на 10 000 процентов, до 4 550 копий на следующий день после вручения Грэмми, заняв 2-е место в чарте продаж iTunes в реальном времени.